# Jóhannes Haukur Jóhannesson
Jóhannes Haukur Jóhannesson (Hafnarfjörður, 1980. február 26. –) izlandi színész. 
Leginkább a Trónok harca (2016) és a Vikingek: Valhalla című televíziós sorozatban játszott szerepeiről, illetve az Atomszőke (2017) és az Alfa című filmekből ismert.

## Pályafutása
2012-ben az Éjsötét játszma című filmben szerepelt, amelyben a bűnöző Tótit alakította. Egy évvel később, 2013-ban vendégszerepelt a Lazy Town című gyermeksorozatban, amelyben Pablo Fantastico séfet formálta meg. 2014-ben Russell Crowe oldalán Káint játszotta a Noéban. 2015 áprilisában csatlakozott az A.D. The Bible Continues című sorozat főszereplőihez, mint Tamás apostol. 2016-ban (6. évad, 7. és 8. epizód) részt vett a Trónok harca című sorozatban. 
2018-ban feltűnt az Alfa című kalandfilmben, amelyben egy 20 000 évvel ezelőtti európai törzs főnökét, Tau-t alakította.

## Filmográfia

### Film
| Év   | Magyar cím                                     | Eredeti cím                                     | Szerep                         | Magyar hang      |
| ---- | ---------------------------------------------- | ----------------------------------------------- | ------------------------------ | ---------------- |
| 2008 | Reykjavík – Rotterdam                          | Reykjavík-Rotterdam                             | Eiríkur                        |                  |
| 2009 |                                                | Bjarnfreðarson                                  | Guffi                          |                  |
| 2012 | Éjsötét játszma                                | Black's Game                                    | Tóti                           | Schmied Zoltán   |
| 2014 | Noé                                            | Noah                                            | Káin (stáblistán nem szerepel) |                  |
| 2016 | Vízhatás                                       | The Aquatic Effect                              | Ólafur                         |                  |
| 2017 | Atomszőke                                      | Atomic Blonde                                   | Yuri Bakhtin                   | Betz István      |
| 2017 | Emlékszem rád                                  | I Remember You                                  | Freyr                          | Schmied Zoltán   |
| 2018 | Alfa                                           | Alpha                                           | Tau                            | Gémes Antos      |
| 2018 | Testvérlövészek                                | The Sisters Brothers                            | Head Trapper                   |                  |
| 2019 | Hová tűntél, Bernadette?                       | Where'd You Go, Bernadette                      | J. Rouverol kapitány           |                  |
| 2019 | A hazugság művészete                           | The Good Liar                                   | Vlad                           | Debreczeny Csaba |
| 2020 | Bloodshot                                      | Bloodshot                                       | Nick Baris                     | Gémes Antos      |
| 2020 | Eurovíziós Dalfesztivál: A Fire Saga története | Eurovision Song Contest: The Story of Fire Saga | Johans                         | Király Adrián    |
| 2021 |                                                | Zone 414                                        | Mr. Russell                    |                  |
| 2021 | Végtelen                                       | Infinite                                        | Kovic                          | Debreczeny Csaba |
| 2023 | Jéghideg                                       | Kuldi                                           | Óðinn Hafsteinsson             | Szabó Győző      |
| 2024 |                                                | Duino                                           | Gunner                         |                  |
| 2025 | Amerika Kapitány: Szép új világ                | Captain America: Brave New World                | Davis Lawfers / Rézfej         | Krausz Gergő     |
| 2026 |                                                | Masters of the Universe                         | Malcolm / Fisto                |                  |
| TBA  |                                                | Reykjavik                                       | Richard Perle                  |                  |

### Televízió
| Év         | Magyar cím                          | Eredeti cím              | Szerep                         | Megjegyzés                                        |
| ---------- | ----------------------------------- | ------------------------ | ------------------------------ | ------------------------------------------------- |
| 2008       |                                     | Svartir Englar           | Steinar Ísfeld                 | 3 epizód                                          |
| 2008–2013  |                                     | Áramótaskaup             | Már / Geir Haarde / Various    | 5 epizód                                          |
| 2009       |                                     | Fangavaktin              | Guffi                          | 1 epizód                                          |
| 2009–2010  | Gyilkosság Reykjavíkban             | Réttur                   | Magnús                         | 8 epizód                                          |
| 2011       |                                     | Pressa                   | Högni                          | 5 epizód                                          |
| 2013       | Lazy Town                           | LazyTown                 | Pablo Fantastico séf           | 1 epizód                                          |
| 2013       | Az utazás vége                      | Journey's End            | Egil Skallagrimsson            | 2 epizód                                          |
| 2013       |                                     | A.D. The Bible Continues | Tamás apostol                  | 9 epizód                                          |
| 2016       | Trónok harca                        | Game of Thrones          | Lem Lemoncloak                 | 2 epizód                                          |
| 2016       |                                     | Der Island-Krimi         | Leifur                         | 1 epizód                                          |
| 2017       | Az utolsó királyság                 | The Last Kingdom         | Sverri                         | 2 epizód                                          |
| 2017       |                                     | Loforð                   | Róbert                         | 4 epizód                                          |
| 2017, 2021 | Stella Blómkvist – A bűnösök védője | Stella Blómkvist         | Sverrir                        | 8 epizód                                          |
| 2018       |                                     | The Innocents            | Steinar                        | főszereplő                                        |
| 2018       |                                     | Origin                   | Eric Carlson / Vincent Jonsson | mellékszereplő                                    |
| 2019       | Időbevándorlók                      | Beforeigners             | Kalv / Asatru-Missionary       | 4 epizód                                          |
| 2020       | Cursed: Átkozott                    | Cursed                   | Cumber, a Jégkirály            | - mellékszereplő - magyar hangja: - Kardos Róbert |
| 2020       | Levél a királynak                   | The Letter for the King  | Bors                           | vendégszereplő                                    |
| 2022–2023  | Vikingek: Valhalla                  | Vikings: Valhalla        | Olaf Haraldsson                | - főszereplő - magyar hangja: - Zöld Csaba        |
| 2023       |                                     | Succession               | Oskar Guðjohnsen               | vendégszerep                                      |
| 2023       | Vaják                               | The Witcher              | Crach an Craite                | - vendégszerep - magyar hangja: - Szakács Tibor   |
| 2024       |                                     | Those About to Die       | Viggo                          | 10 epizód                                         |
| 2025       |                                     | Miss Fallaci             | Orson Welles                   | 8 epizód                                          |